# Marco Zamboni
Pour les articles homonymes, voir Zamboni (homonymie).
Marco Zamboni (né le 7 décembre 1977 à Bussolengo dans la province de Vérone en Italie) est un joueur de football italien, qui joue au poste de défenseur.

## Biographie
Zamboni est connu pour avoir évolué dans un certain nombre de clubs de la péninsule italienne, comme par exemple celui de la Juventus Football Club, où il fut dès sa signature à l'été 1997 prêté au SSC Napoli, club de Serie A en octobre. En janvier de l'année 1998, il est prêté au club de Serie B du  Chievo Vérone.
Il fut ensuite prêté au club sudiste de l'US Lecce, avant de rejoindre le club de Serie A de l'Udinese Calcio. Il rejoint le club en copropriété pour une somme de 1,29 M€, ainsi qu'un autre joueur, Morgan De Sanctis.
Après ne pas avoir joué un seul match lors de la saison 2001–02, il est prêté au club de Serie A du Modena FC, puis à l'Hellas Vérone  en Serie B. 
Durant l'été 2003, il retourne jouer à Naples, et cette joue 37 matchs de Serie B. L'été suivant, en 2004, il fait son retour en Serie A avec le club de la Reggina Calcio. Il est ensuite acquis par l'UC Sampdoria sous forme de prêt.
Zamboni a en sélection effectué un seul match avec l'équipe d'Italie espoirs, lors de la victoire des italiens aux Jeux méditerranéens 1997.

## Palmarès
Juventus
- Serie A (1) :
  - Champion : 1997-98.